# Leptodermis crassifolia
Leptodermis crassifolia är en måreväxtart som beskrevs av Collett och William Botting Hemsley. Leptodermis crassifolia ingår i släktet Leptodermis och familjen måreväxter. Inga underarter finns listade i Catalogue of Life.